# Tuna Luso Brasileira
Tuna Luso Brasileira is een Braziliaanse voetbalclub uit Belém in de staat Pará. De club werd opgericht in 1903 door de Portugese gemeenschap in de stad. In 1959 was Tuna Luso de eerste club uit de staat die nationaal voetbal speelde. 

## Geschiedenis
De club werd opgericht als Real Tuna Luso Caixeiral. Aanvankelijk was het slechts een muziekband. In 1906 werd het ook een sportvereniging toen ze met roeien begonnen. Nadat Het Portugese koningshuis in 1910 werd afgeschaft, werd het voorvoegsel Real weggelaten. In 1915 begon de club ook met voetbal en speelde in amateurreeksen. In 1926 werd de naam gewijzigd in Tuna Luso Comercial. In 1933 nam de club voor het eerst deel aan het Campeonato Paraense, de staatscompetitie die gedomineerd werd door stadsrivalen Paysandy en Remo. In 1937 won de club voor het eerst de titel. De volgende jaren won de club sporadisch een titel. De titel in 1958 was wel een belangrijke. Tot dan was er niets buiten de staatscompetitie, maar vanaf dat jaar begon de Taça Brasil, een soort eindronde van de staatskampioenen, die voor het eerst een landskampioen moest opleveren. Tuna Luso trof Ferroviário de São Luís en won thuis met 3-1, de terugwedstrijd werd met dezelfde cijfers verloren waardoor er een extra wedstrijd gespeeld werd, die Tuna Luso won. In de finale van de noordelijke zone speelde de club in Recife gelijk tegen Sport Club do Recife, maar thuis verloren ze met 1-3 waardoor Sport zich voor de volgende ronde plaatste. 
Op 12 juni 1967 werd de huidige naam aangenomen. Het duurde tot 1970 vooraleer de club opnieuw staatskampioen kon worden. De club nam in 1979, 1984 en 1986 deel aan de nationale Série A. In die tijd plaatsten nog de best geplaatsten uit de staatscompetitie voor deze competitie. Alle drie de keren werden ze in de eerste ronde uitgeschakeld. In 1985 werd de club wel kampioen van de Série B. In 1988 werd de club voor de tiende en tot dusver laatste keer kampioen.
In 1992 werd de club ook kampioen van de Série C, nadat ze de finale wonnen van Fluminense de Feira. In 2001 speelden ze voor de laatste keer in de Série B, waar ze in totaal veertien seizoenen speelden. In 2007 speelden ze ook voor het laatst in de Série C. In 2014 degradeerde de club voor het eerst uit de hoogste klasse, ze mochten het jaar erop wel nog proberen in de eerste fase van de staatscompetitie om zich te plaatsen voor het hoofdtoernooi, maar slaagden daar niet in. In 2020 kon de club kampioen worden in de tweede klasse. Bij de terugkeer bereikte de club meteen de titelfinale, die ze verloren van Paysandu.

## Erelijst
Campeonato Paraense
1937, 1938, 1941, 1948, 1951, 1955, 1958, 1970, 1983, 1988
Campeonato Brasileiro Série B
1985
Campeonato Brasileiro Série C
1992